# Cratichneumon albifrons
Cratichneumon albifrons är en stekelart som först beskrevs av Stephens 1835.  Cratichneumon albifrons ingår i släktet Cratichneumon och familjen brokparasitsteklar. Arten är reproducerande i Sverige. Inga underarter finns listade i Catalogue of Life.